# 吉布斯相律

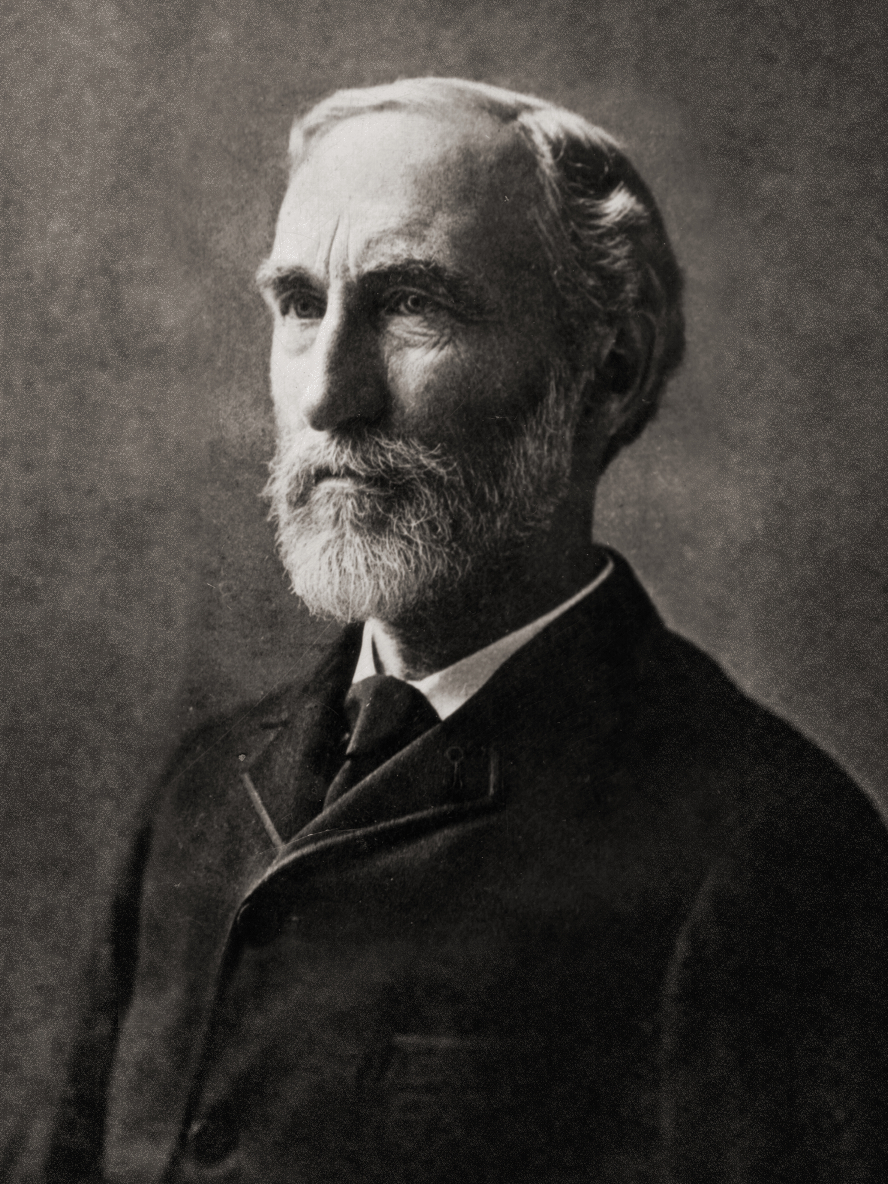
約西亞·吉布斯

吉布斯相律是由约西亚·吉布斯于19世纪70年代提出的一个公式，說明了在特定相態下，系統的自由度跟其他變量的關係。它是相图的基本原理。
吉布斯相律的表达式为：
{\displaystyle F\;=\;C\;-\;P\;+\;n}
式中，{\displaystyle F}（或作{\displaystyle \pi }，Φ），表示系统的自由度，
- C ：系統的独立組元數（number of independent component）
- P ：相態數目
- n ：外界因素，多數取n=2，代表壓力和溫度；對於熔點極高的固體，蒸汽壓的影響非常小，可取n=1。

## 例子

### 单组分系统
以水為例子，只有一種化合物，C=1。
在三相點，P=3。F=1-P+2=0，沒有自由度，所以溫度和壓力都固定，無法藉由改變溫度或壓力決定三相點。
當兩種態處於平衡，P=2，F=1-P+2=1，有一個自由度，而在指定一壓力，便恰好有一個熔點或沸點，符合吉布斯相律的描述。
在三相圖的固液氣單相區，P=1，F=1-P+2=2，有兩個自由度，因此需要同時指定一壓力及溫度才可決定物質的狀態。